# 穆基山 (萬卡亞-托馬斯)
12°06′51″S 75°45′29″W / 12.11417°S 75.75806°W
穆基山（Muki），是秘魯的山峰，位於該國中南部利馬大區，由萬卡亞區和托馬斯區負責管轄，屬於秘魯中部山脈的一部分，海拔高度4,800米。